# Sycamore, Illinois
Sycamore är en stad (city) i DeKalb County, i delstaten Illinois, USA. Enligt United States Census Bureau har staden en folkmängd på 17 446 invånare (2011) och en landarea på 25,2 km². Sycamore är huvudort i DeKalb County.